# Дезгинжа
Дезгинжа (на румънски: Dezghingea) е село в автономния район Гагаузия в Южна Молдова. Населението му е около 5250 души (2004).
Разположено е на 95 m надморска височина в Черноморската низина, на 25 km западно от границата с Украйна и на 14 km северно от град Комрат. Селото е основано от гагаузки преселници от Балканите. Според Константин Иречек, селото е основано от български колонисти в Бесарабия.